# Zendvermogen
Onder zendvermogen wordt verstaan het vermogen (in Watt) dat een zender levert.
Er zijn verschillende meet- en definitiemethoden voor, die afhankelijk zijn van de toepassing en de modulatiemethode.

## Amplitudemodulatie (AM)
Het vermogen van een AM-zender is niet constant, op de piekmomenten is het vermogen met 100% modulatie vier keer zo hoog als een ongemoduleerd signaal. Het vermogen wordt dan ook gemeten met 100% (of zoveel als mogelijk is) modulatie, dit heet Peak Envelope Power (PEP).

## Frequentie- en fasemodulatie (FM/PM)
Bij frequentiemodulatie (FM) en fasemodulatie (PM) is het vermogen constant, hierbij kan dus op de antenneaansluiting gemeten worden.

## Enkelzijband (SSB)
Omdat een SSB-zender zonder modulatie veel minder (soms geen) vermogen afgeeft, wordt hier gemeten met dubbeltoonmodulatie.

## Televisie (analoog)
Een (PAL) televisiezender is gespecificeerd met zijn piekvermogen (PEP). Het gemiddeld uitgezonden vermogen is lager. Een analoog tv-signaal heeft een crest factor (of peak-to-average power ratio - PAR) van ongeveer 6 dB. Een analoog tv-signaal kan negatief gemoduleerd zijn, met andere woorden: de representatie van een composiet tv-signaal in spanning bevat een min-teken. De verklaring voor het min-teken ligt in de hardware van de oudere zwart-wittelevisies: de detectiediode gaf de negatieve kant van de omhullende. De laagste signaalwaarde in een grafische vorm is de negatief gaande piek-sync en correspondeert met zwart. Het vermogen is dan maximaal. Een beeld met veel zwart is gevoeliger voor ruis dan een wit beeld en daarom is gekozen voor deze negatieve modulatie.

## Andere modulatiemethoden
Voor andere modulatiemethoden is het (bijna) altijd de gewoonte om te meten tijdens normaal bedrijf.

## ERP
Met effective radiated power (ERP) wordt het effectief uitgestraalde vermogen in de richting(en) waarheen de antenne straalt bedoeld; dit ten opzichte van een isotrope antenne (een theoretische antenne die in alle richtingen evenveel vermogen uitstraalt). Het verschil in effectiviteit van een antenne ten opzichte van de isotrope rondstraler wordt dan uitgedrukt in dBi. In de praktijk zal men vaak een halve-golfdipool als referentie gebruiken en wordt de ERP-versterking van een antenne in dBd uitgedrukt. Verkooptechnisch is dBi echter veel interessanter, want dit getal is altijd groter. ERP is een schijnbaar vermogen aangezien een antenne een passief element is en dus nooit energie kan toevoegen. Met de wet van behoud van energie geldt dan ook dat met 100 W aan de zendtrap (de eindversterker in een zender) nog steeds minder dan 100 W (effectief) door de antenne uitgestraald zal worden.

## Voorbeelden
Een portofoon waarvoor een vergunning voor 10 watt afgeleverd is, mag ongeveer 4 watt aan de antenne leveren, omdat de portofoonantenne een versterking heeft van -6 dB. Voor omroepzenders geldt het omgekeerde (maximaal toegelaten vermogen wordt in ERP opgegeven): door bundeling van de straling in het horizontale vlak heeft ook een rondstralende antenne een versterking van 10 dB of meer. Zo waren het ERP-vermogen voor de oude analoge UHF tv-zenders (Nederland 2 en 3) van Lopik en Smilde 1000 kW per kanaal. De zendtrappen leverden in de orde van 100 kW.